# L'ombra del male (film 2013)
L'ombra del male (Dangerous Intuition) è un film per la televisione del 2013 diretto da Roger Christian.

## Trama
Kate Aldrich, architetto di successo, ha divorziato dal marito Dan, che l'ha lasciata per Laura, e fa di tutto per prendere cura di sua figlia Izzy. Fortemente ansiosa, Kate vede le sue preoccupazioni aumentare quando accetta un accordo di custodia condivisa e inizia ad avere spaventose visioni. Ma, Dan crede che Kate sia instabile per Izzy, e chiede la custodia esclusiva.